# ويليام روب (لاعب كرة قدم)
ويليام روب (بالإنجليزية: William Robb)‏ (23 ديسمبر 1927 في المملكة المتحدة - 2002) هو لاعب كرة قدم بريطاني في مركز نصف الجناح. لعب مع برادفورد سيتي ونادي أبردين ونادي ليتون أورينت ونادي ألبيون روفرز وRutherglen Glencairn F.C. ‏.

## وصلات خارجية
- ويليام روب على موقع قاعدة بيانات كرة القدم.إي يو (الإنجليزية)